# Ein Löwenjäger

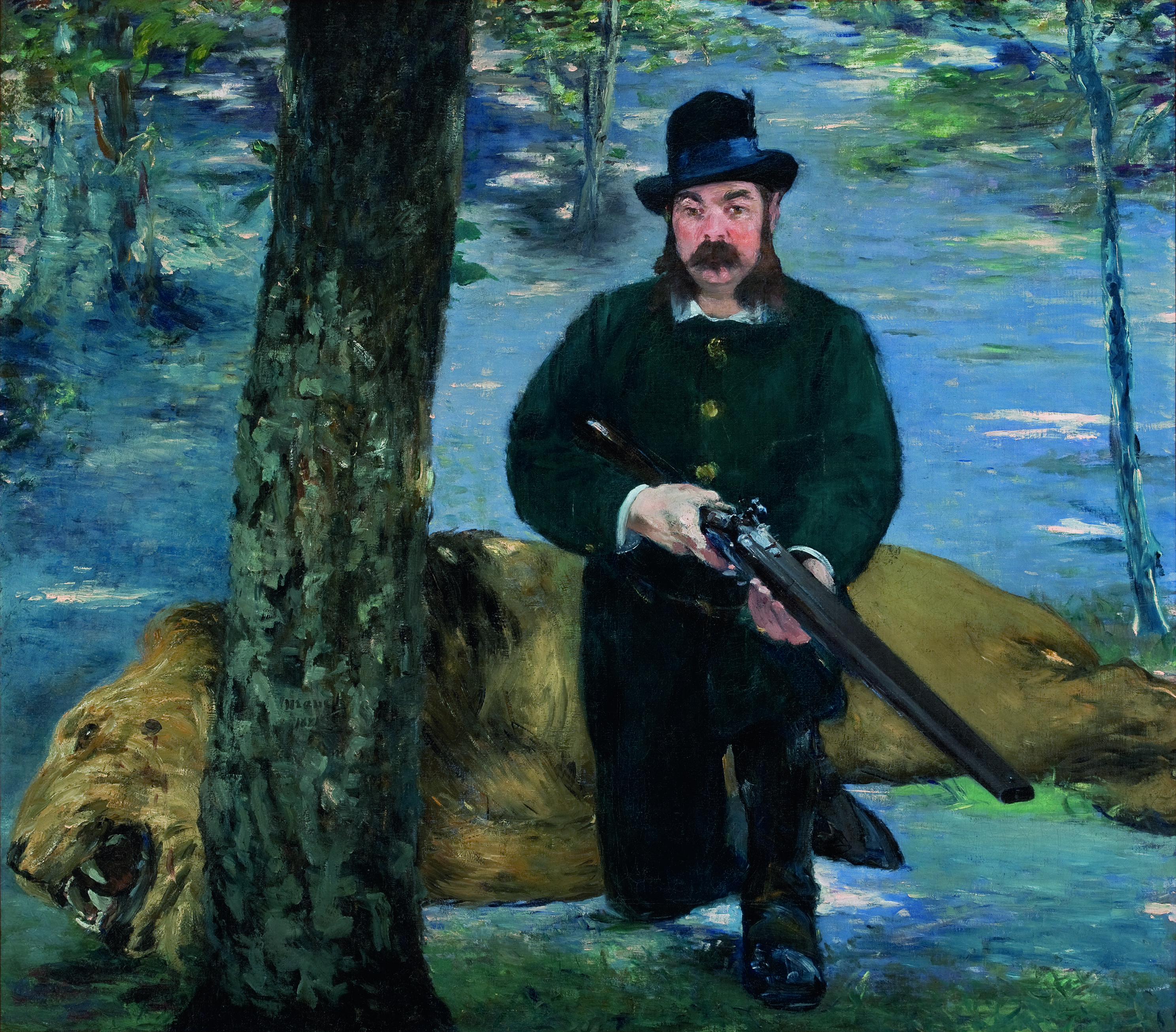
Édouard Manet: Der Löwenjäger, 1881, Musée d’Art de São Paulo

Ein Löwenjäger (französischer Originaltitel: Un chasseur de lions) ist ein Roman von Olivier Rolin, der 2008 im Verlag Éditions du Seuil erschien. Ausgehend von Édouard Manets Gemälde Der Löwenjäger zeichnet der Autor in einer Mischung aus Fakten und Fiktion verschiedene Stationen im Leben des Malers nach und stellt den porträtierten Eugène Pertuiset als Abenteurer vor. Die Handlung spielt im 19. Jahrhundert in Südamerika sowie in Paris und Umgebung. Darüber hinaus stellt der Autor wiederholt Bezüge zur Gegenwart her.

## Handlung
Die Handlung beginnt im Museu de Arte de São Paulo, wo Kinder Manets Gemälde Der Löwenjäger betrachten. Der Erzähler belauscht ihr Gespräch. Sie kennen den Maler nicht und wundern sich über das merkwürdige Motiv eines knienden Mannes mit einem erlegten Löwen. Rolin zeichnet im Buch phantasiereich das Leben des im Bild dargestellten Abenteurers Eugène Pertuiset nach. Er lässt ihn nicht nur von der Löwenjagd in Nordafrika erzählen, sondern begleitet den prahlerischen Glücksritter nach Peru, wo er mit der Sängerin Clochette de Miraflores eine Affäre hat. Pertusiset versucht sich als Waffenhändler in politisch unruhigen Zeiten und reist als Entdecker bis nach Punta Arenas und Feuerland. Bei Aufenthalten in Paris trifft Pertuiset den Maler Édouard Manet. Einmal, in den 1860er Jahren, versuchen sie vergeblich, im Palais des Tuileries Kaiser Napoleon III. ein Löwenfell zu überreichen. 1881 treffen sie erneut aufeinander und das Gemälde Der Löwenjäger entsteht. Eng verwoben mit den Erlebnissen Pertuisets schildert Rolin das Leben und Schaffen Manets und beschreibt die Pariser Gesellschaft mit ihren schillernden Protagonisten. Darüber hinaus werden im Roman aus Sicht des Erzählers Bezüge zur Gegenwart hergestellt.

## Rezeption
Ingeborg Waldinger beschrieb Rolins Roman Ein Löwenjäger in der Neuen Zürcher Zeitung als „ein schillerndes Epochengemälde, ein Panorama der französischen Kultur, Gesellschaft und Politik im ausgehenden 19. Jahrhundert“. Sie kritisiert aber zugleich die stellenweise „theatralische Selbstbespiegelung des Autors“.
In der Frankfurter Allgemeinen Zeitung lobte Niklas Bender „das Raffinement“ des Buches. Für ihn ist es „eine wunderbar unterhaltsame Geschichte über Pioniergeist, Aufschneiderei, Kunst und Träumerei“. Für ihn meistert Rolin „ein wohldosiertes Wechselspiel von Nähe und Distanz“.

## Ausgaben
- Un chasseur de lions, Éditions du Seuil, Paris 2008. ISBN  978-2-02-084649-3.
- Ein Löwenjäger. Deutsche Übersetzung von Doris Heinemann. Berlin Verlag, Berlin 2013,  ISBN 978-3-8270-1051-3.
- Un cacciatore di leoni, Italienische Übersetzung von Tommaso Gurrieri, Barbès, Florenz 2009, ISBN 978-88-6294-054-2.
- Um caçador de leões, Portugiesische Übersetzung von Joana Cabral und Clara Boléo. Sextante Editora, Lissabon 2009, ISBN 978-989-8093-95-0.